# Independent Spirit Award per la miglior interpretazione esordiente
L'Independent Spirit Award per la miglior interpretazione esordiente (Independent Spirit Award for Best Breakthrough Performance) è un premio cinematografico assegnato annualmente dall'organizzazione non-profit IFP/West (ridenominata dal 2005 Film Independent) al miglior attore o attrice esordiente di un film indipendente statunitense.
È stato presentato per la prima volta nel 1995 come Best Debut Performance, vinto da Sean Nelson per la sua interpretazione nel film Fresh. La categoria è stata poi interrotta nel 2005, ma è stata successivamente reintrodotta come Best Breakthrough Performance alla cerimonia del 2023.

## Vincitori e candidati
I vincitori sono indicati in grassetto, a seguire gli altri candidati.

### Anni 1990
- 1995: Sean Nelson - Fresh
  - Jeff Anderson - Clerks - Commessi (Clerks.)
  - Alicia Witt - Fun
  - Renée Zellweger - Love & una 45 (Love and a .45)
  - Jeremy Davies - Spanking the Monkey
- 1996: Justin Pierce - Kids
  - Rose McGowan - Doom Generation (The Doom Generation)
  - Gabriel Casseus - New Jersey Drive
  - Jason Andrews - Rhythm Thief
  - Lisa Bowman - River of Grass
- 1997: Heather Matarazzo - Fuga dalla scuola media (Welcome to the Dollhouse)
  - Jeffrey Wright - Basquiat
  - Jena Malone - Bastard Out of Carolina
  - Arie Verveen - Caught
  - Brendan Sexton III - Fuga dalla scuola media (Welcome to the Dollhouse)
- 1998: Aaron Eckhart - Nella società degli uomini (In the Company of Men)
  - Darling Narita - Bang
  - Tyrone Burton, Eddie Cutanda e Phuong Duong - Squeeze
  - Lysa Flores - Star Maps
  - Douglas Spain - Star Maps
- 1999: Evan Adams - Smoke Signals
  - Andrea Hart - Miss Monday
  - Sonja Sohn - Slam
  - Saul Williams - Slam
  - Anthony Roth Costanzo - La figlia di un soldato non piange mai (A Soldier's Daughter Never Cries)

### Anni 2000
- 2000: Kimberly J. Brown - In cerca d'amore (Tumbleweeds)
  - Toby Smith - Drylongso
  - Chris Stafford - Edge of Seventeen
  - Jessica Campbell - Election
  - Jade Gordon - Sugar Town
- 2001: Michelle Rodriguez - Girlfight
  - Mike White - Chuck & Buck
  - l'intero cast di George Washington
  - Emmy Rossum - Songcatcher
  - Rory Culkin - Conta su di me (You Can Count on Me)
- 2002: Paul Dano - L.I.E.
  - Ana Reeder - Acts of Worship
  - Hilary Howard, Anthony Leslie e Mitchell Riggs - Kaaterskill Falls
  - Yolonda Ross - Stranger Inside
  - Clint Jordan - Virgil Bliss
- 2003: Nia Vardalos - Il mio grosso grasso matrimonio greco (My Big Fat Greek Wedding)
  - Artel Kayàru - Dahmer - Il Cannibale di Milwaukee (Dahmer)
  - Raven Goodwin - Lovely & Amazing
  - America Ferrera - Le donne vere hanno le curve (Real Women Have Curves)
  - Bob Burrus - Tully
- 2004: Nikki Reed - Thirteen - 13 anni (Thirteen)
  - Janice Richardson - Anne B. Real
  - Anna Kendrick - Diventeranno famosi (Camp)
  - Judy Marte - Long Way Home (Raising Victor Vargas)
  - Victor Rasuk - Long Way Home (Raising Victor Vargas)
- 2005: Rodrigo de la Serna - I diari della motocicletta (Diarios de motocicleta)
  - Anthony Mackie - Brother to Brother
  - David Sullivan - Primer
  - Louie Olivos Jr. - Robbing Peter
  - Hannah Pilkes - The Woodsman - Il segreto (The Woodsman)

### Anni 2020
- 2023[2][3]: Stephanie Hsu - Everything Everywhere All at Once
  - Frankie Corio - Aftersun
  - Gracija Filipović - Murina
  - Lily McInerny - Palm Trees and Power Lines
  - Daniel Zolghadri - Funny Pages
- 2024[4]: Dominic Sessa - The Holdovers - Lezioni di vita (The Holdovers)
  - Marshawn Lynch - Bottoms
  - Atibon Nazaire - Mountains
  - Tia Nomore - Earth Mama
  - Anaita Wali Zada - Fremont